# Carex stenophylla
Carex stenophylla là một loài thực vật có hoa trong họ Cói. Loài này được Wahlenb. mô tả khoa học đầu tiên năm 1803.

## Hình ảnh

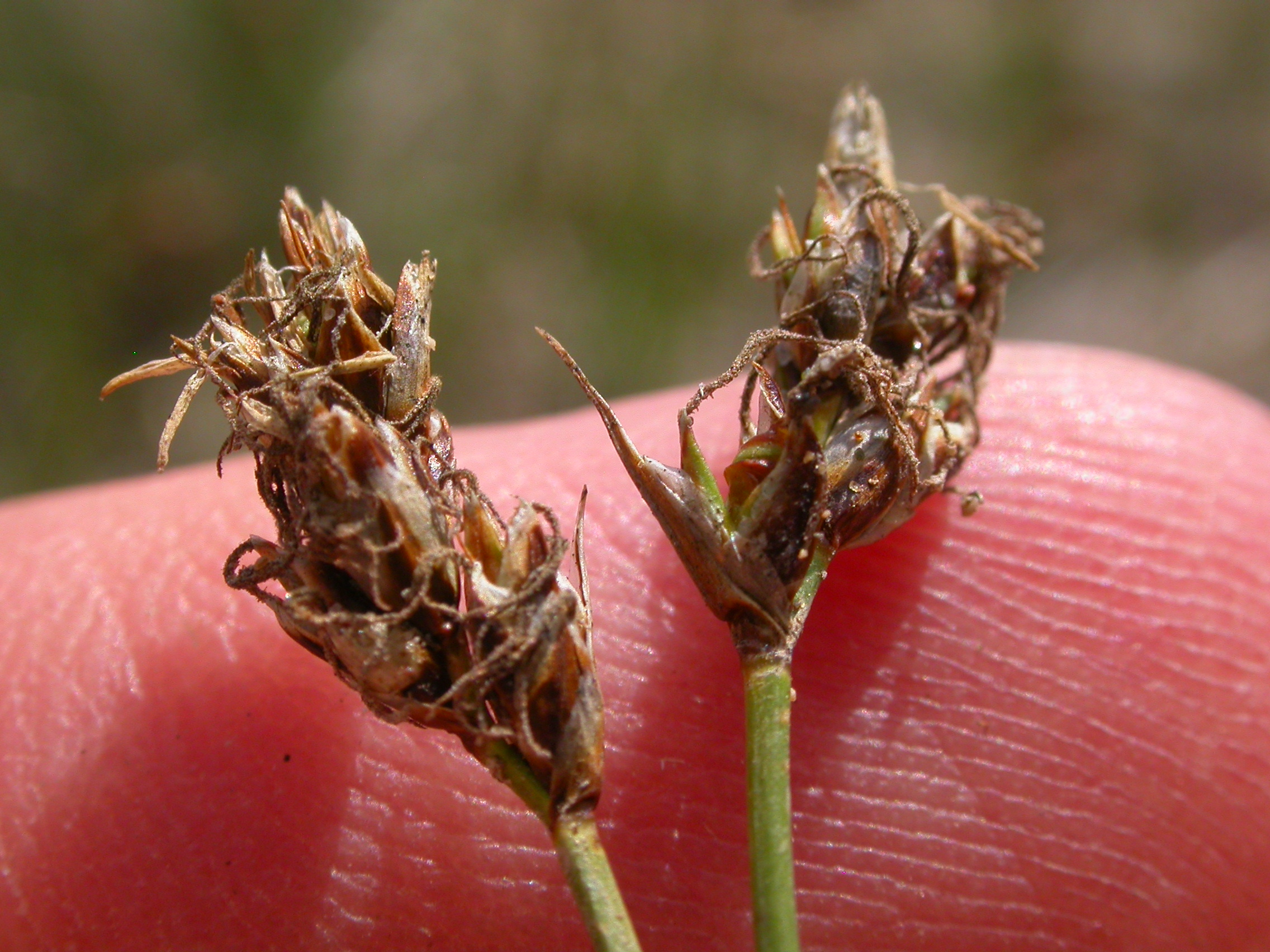
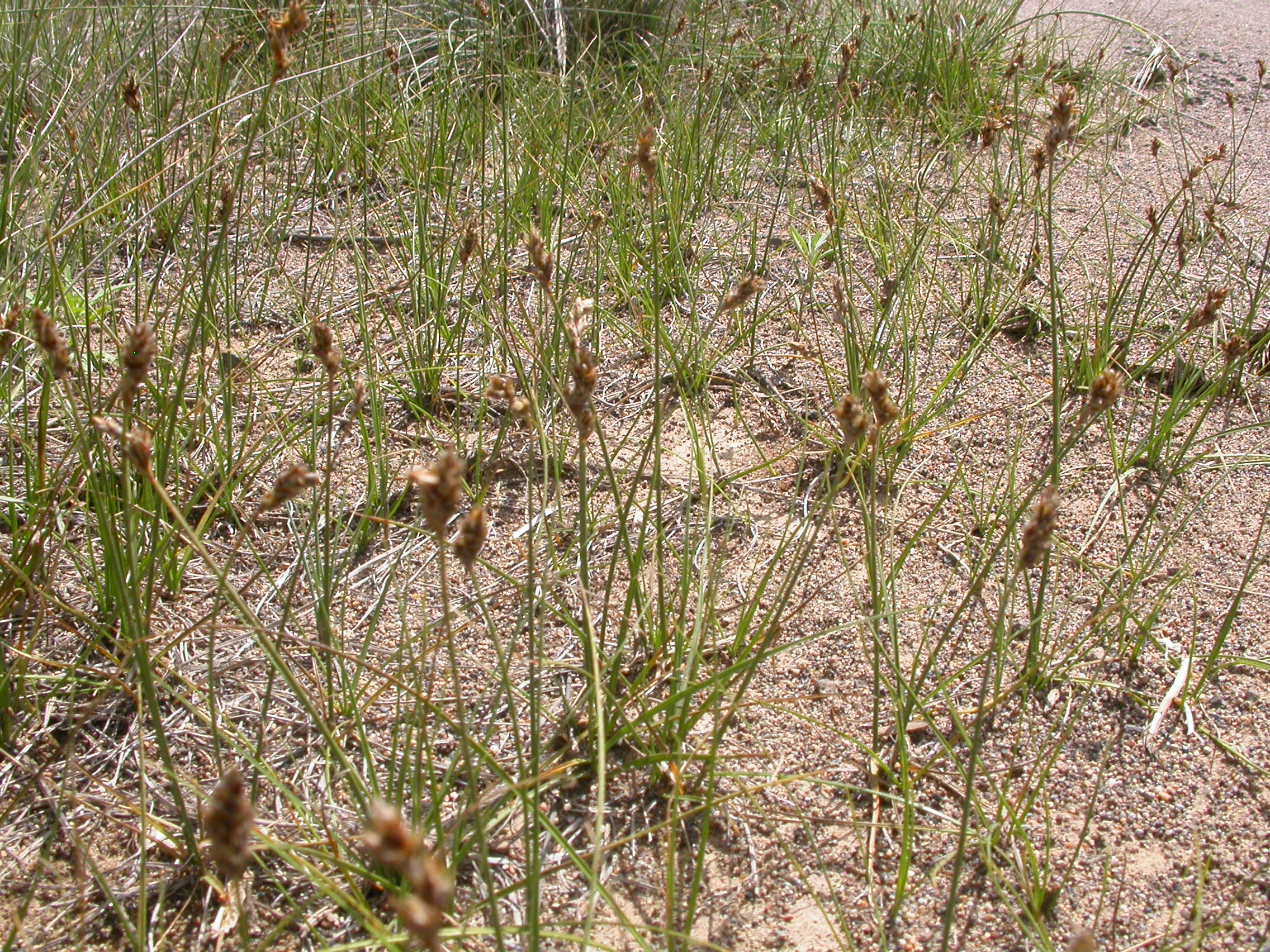
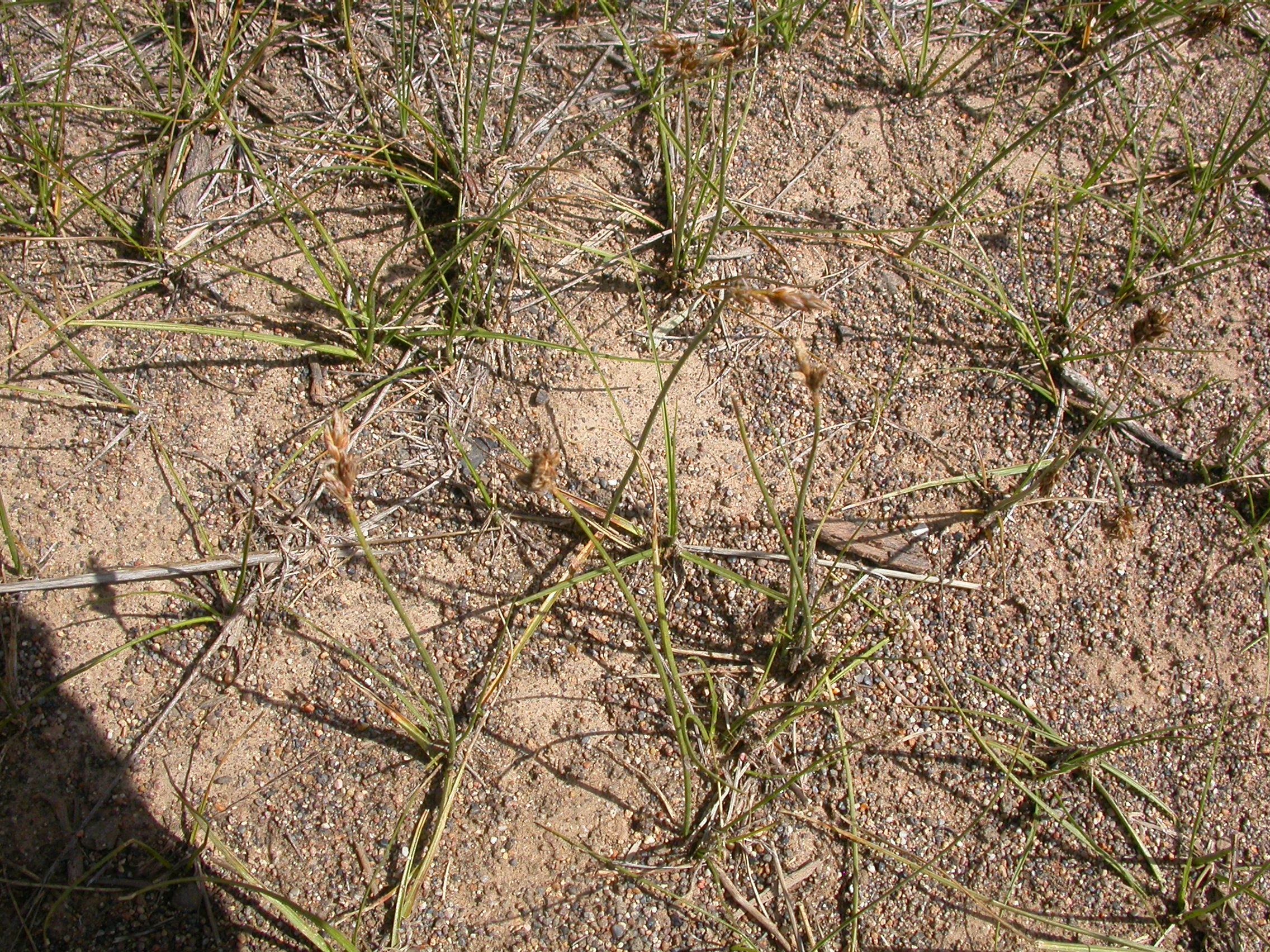
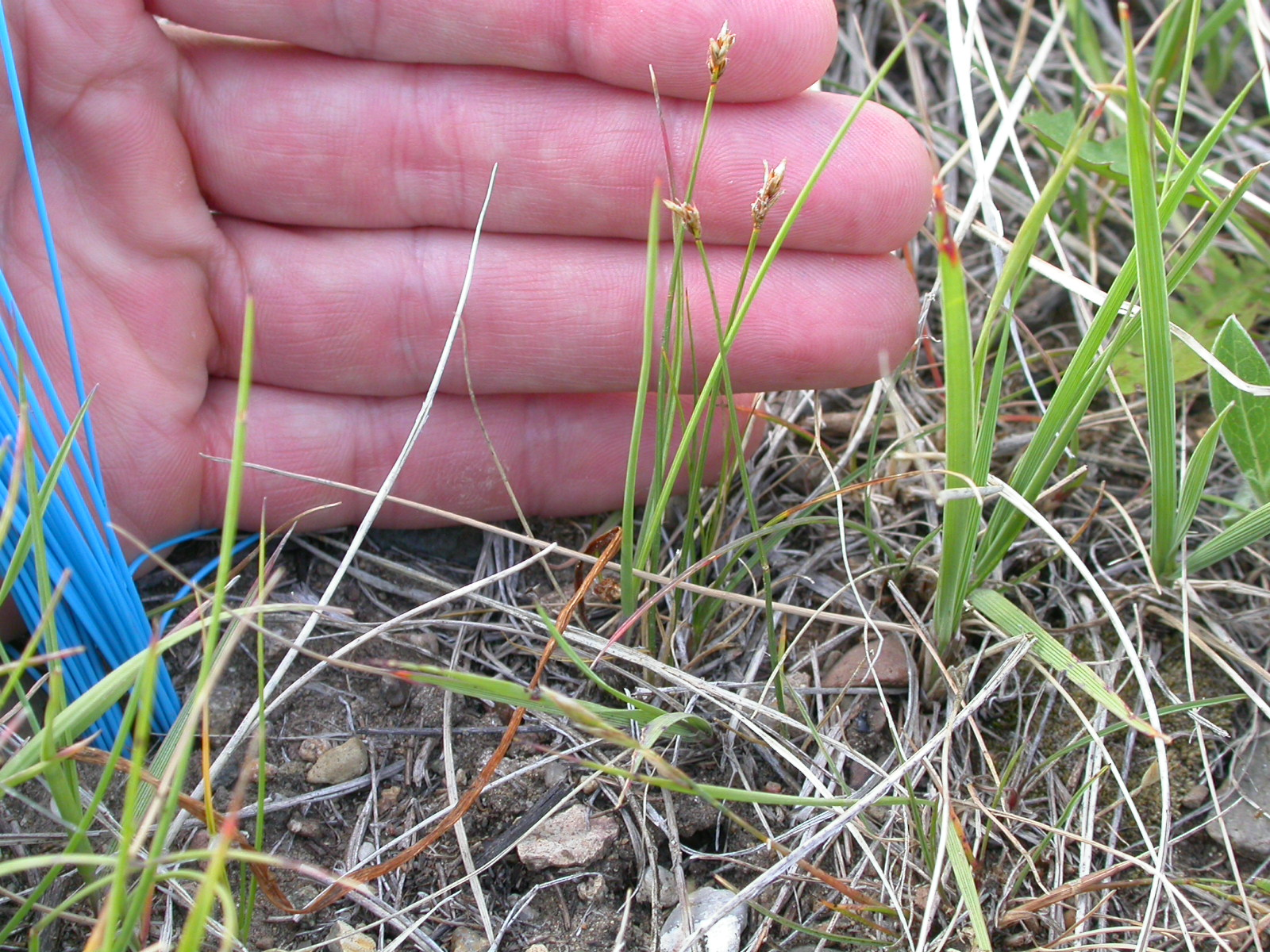